# Ainsworth Engineering
Ainsworth Engineering war ein britischer Hersteller von Automobilen.

## Unternehmensgeschichte
Andrew Ainsworth gründete 1972 das Unternehmen in Shepperton. Er begann mit der Produktion von Automobilen und Kits. Der Markenname lautete Bullock. 1973 endete die Produktion. Insgesamt entstanden etwa 36 Exemplare.

## Fahrzeuge
Im Angebot stand Strandwagen. Die Basis bildete ein Kastenprofilrahmen. Darauf wurde eine offene Karosserie aus Fiberglas montiert, die Platz für 2 + 2 Personen bot. Die Optik wird als kurios, schrullig (quirky) oder einzigartig unelegant (singularly inelegant) beschrieben.
Die erste Ausführung B 1 hatte eigenartige vordere Scheinwerfer, die bewusst den Blick auf die Vorderradaufhängung verhindern sollten.
Beim B 2 kam die vordere Radaufhängung vom Triumph Herald zum Einsatz, die gewöhnliche Scheinwerfer ermöglichte.